# Liste des épisodes d'Anubis
Cet article présente la liste des épisodes de la série télévisée Anubis.
| 1    | 60     | 1er janvier 2011 | 19 février 2011 |
| 2    | 90     | 9 janvier 2012   | 9 mars 2012     |
| 3    | 40     | 3 janvier 2013   | 11 avril 2013   |
| film | 70 min | 14 juin 2013     | 14 juin 2013    |

## Première saison (2011)
La première saison a été diffusée aux États-Unis du 1er janvier 2011 au 19 février 2011 sur Nickelodeon et du 2 janvier 2011 au 8 janvier 2011 sur TeenNick.

### Synopsis
Dans le pensionnat anglais «Anubis», où vivent 9 étudiants, Joy Mercer (Klariza Clayton) disparaît sans laisser de traces alors que la jeune américaine Nina Martin (Nathalia Ramos) arrive dans l’école. Patricia Williamson (Jade Ramsey), qui doit maintenant partager sa chambre avec la nouvelle venue, pense que celle-ci a quelque chose à voir dans la disparition de sa meilleure amie. Bien vite, Nina va se rendre compte que cette école est loin d’être normale, un grenier probablement hanté, le gardien de la maison qui possède un épouvantable corbeau empaillé, des passages secrets et d’étranges phénomènes qui se produisent… Elle fait la rencontre d'une vieille dame, Sarah Frobisher-Smythe, qui lui dit avoir vécu dans cette maison. Sarah lui remet un médaillon et lui annonce que la maison cache un trésor ancien, et qu'elle seule peut le trouver et le protéger. Nina décide d'enquêter sur le mystère de la maison aux côtés de son nouvel ami Fabian Rutter (Brad Kavanagh) et de sa nouvelle colocataire Amber Millington (Ana Mulvoy Ten). Ils forment un groupe secret appelé «Sibuna» (Anubis à l'envers) qui va inclure Patricia au moment où elle fait la paix avec Nina. Alfie Lewis (Alex Sawyer), un farceur au début de la série, rejoindra la bande plus tard. Il y a aussi des gens qui vivent à la maison d'Anubis tout en étant inconscients du mystère ; Jerome Clarke (Eugene Simon), Mara Jaffray (Tasie Dhanraj), Mick Campbell (Bobby Lockwood) et Trudy (Mina Anwar), la gouvernante.
Les "Sibuna" vont découvrir par la suite que leurs professeurs, ainsi que Victor (Francis Magee), le gardien de la maison "Anubis", sont eux aussi impliqués dans cette histoire.

### Distribution

#### Acteurs principaux
- Nathalia Ramos (VFB : Mélanie Dermont) : Nina Martin
- Ana Mulvoy Ten (VFB : Laetitia Liénart) : Amber Millington
- Brad Kavanagh (VFB : Thibaut Delmotte) : Fabian Rutter
- Jade Ramsey (VFB : Julie Basecqz) : Patricia Williamson
- Alex Sawyer (VFB : Sébastien Hébrant) : Alfred « Alfie » Lewis
- Bobby Lockwood (VFB : Nicolas Matthys) : Mick Campbell
- Tasie Dhanraj (VFB : Laurence Stévenne) : Mara Jaffray
- Eugène Simon (VFB : Alexandre Crépet) : Jerome Clarke
- Klariza Clayton (VFB : Alexandra Corréa) : Joy Mercer

#### Acteurs secondaires
- Francis Magee : Victor Rodenmarr Jr.
- Paul Antony-Barber : Eric Sweet
- Julia Deakin : Daphne Andrews
- Jack Donnelly : Jason Winkler
- Nicholas Bailey : Sergeant Roebuck
- Roger Barclay : Rufus Zeno
- Mina Anwar : Trudy Rehman
- Rita Davies : Sarah Frobisher-Smythe

#### Informations
- Cette saison a été réalisée de juillet à décembre 2010.
- Tasie Dhanraj est absent durant deux épisodes (15, 47).
- Bobby Lockwood est absent durant six épisodes (18, 19, 38-40, 47).
- Klariza Clayton a été absent durantt 51 épisodes (2-29, 33-36, 38-46, 48-57).
- Mina Anwar est absent durant 2 épisodes (23 et 25).
- Francis Magee est présent pour 60 épisodes.
- Rita Davies, qui a joué le rôle de Sarah, n'est pas présente durant tous les épisodes, elle meurt à l'épisode 44. De plus, elle n'apparaît pas forcément dans les épisodes 3 à 44.

### Liste des épisodes
1. La maison des secrets (House of Secrets)
2. La maison de la désinvolture (House of Attitude)
3. La maison de l'oiseau noir (House of the Black Bird)
4. La maison des défis (House of Dares)
5. La maison des mensonges (House of Lies)
6. La maison des serrures (House of Locks)
7. La maison des yeux (House of Eyes)
8. La maison des complots (House of Agendas)
9. La maison des clés (House of Keys)
10. La maison des découvertes (House of Discovery)
11. La maison de la complicité (House of Hyper)
12. La maison des tricheurs (House of Cheats)
13. La maison des rumeurs (House of Rumors)
14. La maison des intrus (House of Intruders)
15. La maison des preuves (House of Proof)
16. La maison des confrontations (House of Confrontation)
17. La maison des angoisses (House of Alarms)
18. La maison du feu (House of Flames)
19. La maison des passages secrets (House of Passages)
20. La maison des enlèvements (House of Kidnap)
21. La maison du chat-buna (House of Cat-Nap)
22. La maison surveillée (House of Cameras)
23. La maison des chiffres (House of Numbers)
24. La maison des frayeurs (House of Scares)
25. La maison des imposteurs (House of Fakers)
26. La maison des identités (House of Identity)
27. La maison des urgences (House of Emergency)
28. La maison des retrouvailles (House of Reunion)
29. La maison des souvenirs (House of Memories)
30. La maison du théâtre (House of Drama)
31. La maison des codes (House of Codes)
32. La maison des dangers (House of Risk)
33. La maison des voleurs (House of Thieves)
34. La maison du risque (House of Hazard)
35. La maison de la comédie (House of Charades)
36. La maison des rendez-vous (House of Rendezvous)
37. La maison du secours (House of Rescue)
38. La maison de l'appréhension (House of Arrest)
39. La maison de l'intox (House of Hoax)
40. La maison du temps (House of Time)
41. La maison des extra-terrestres (House of Aliens)
42. La maison des masques (House of Masks)
43. La maison de la quête (House of Pursuit)
44. La maison du passé (House of Yesterday)
45. La maison de la victoire (House of Victory)
46. La maison de la corruption (House of Bribes)
47. La maison du venin (House of Venom)
48. La maison des étoiles (House of Stars)
49. La maison des coups bas (House of Harsh)
50. La maison des lumières (House of Lights)
51. La maison des serments (House of Allegiance)
52. La maison de la vermine (House of Pests)
53. La maison de la trahison (House of Betrayal)
54. La maison de la révélation (House of Reservations)
55. La maison des coups durs (House of Heavy)
56. La maison des cachotteries (House of Hush)
57. La maison des espions (House of Spies)
58. La maison des piqûres (House of Sting)
59. La maison du Jamais (House of Never)
60. La maison de l'éternité (House of Forever)

#### Épisode 1:La Maison des secrets
- États-Unis : 1er janvier 2011 sur Nickelodeon
- France : 5 février 2012 sur Nickelodeon France
- Québec : 18 juin 2012 sur VRAK.TV[1]

Francis Magee

#### Épisode 2:La Maison de la désinvolture
- États-Unis : 1er janvier 2011 sur Nickelodeon
- France : 5 février 2012 sur Nickelodeon France
- Québec : 18 juin 2012 sur VRAK.TV

Francis Magee

#### Épisode 3:La Maison de l'oiseau noir
- États-Unis : 1er janvier 2011 sur Nickelodeon
- France : 5 février 2012 sur Nickelodeon France
- Québec : 18 juin 2012 sur VRAK.TV

Francis Magee

#### Épisode 4:La maison des défis
- États-Unis : 1er janvier 2011 sur Nickelodeon
- France : 5 février 2012 sur Nickelodeon France
- Québec : 18 juin 2012 sur VRAK.TV

Francis Magee

#### Épisode 5:La maison des mensonges
- États-Unis : 1er janvier 2011 sur Nickelodeon
- France : 5 février 2012 sur Nickelodeon France
- Québec : 18 juin 2012 sur VRAK.TV

Francis Magee

#### Épisode 6:La maison des serrures
- États-Unis : 2 janvier 2011 sur Nickelodeon
- France :  sur Nickelodeon France
- Québec :  sur VRAK.TV

Francis Magee

#### Épisode 7:La maison des yeux
- États-Unis : 2 janvier 2011 sur Nickelodeon
- France :  sur Nickelodeon France
- Québec :  sur VRAK.TV

Francis Magee

#### Épisode 8:La maison des complots
- États-Unis : 2 janvier 2011 sur Nickelodeon
- France :  sur Nickelodeon France
- Québec :  sur VRAK.TV

Francis Magee

#### Épisode 9:La maison des clés
- États-Unis : 2 janvier 2011 sur Nickelodeon
- France :  sur Nickelodeon France
- Québec :  sur VRAK.TV

Francis Magee

#### Épisode 10:La maison des découvertes
- États-Unis : 10 janvier 2011 sur Nickelodeon
- France :  sur Nickelodeon France
- Québec :  sur VRAK.TV

Francis Magee

#### Épisode 11:La maison de la complicité
- États-Unis : 10 janvier 2011 sur Nickelodeon
- France :  sur Nickelodeon France
- Québec :  sur VRAK.TV

Francis Magee

#### Épisode 12:La maison des tricheurs
- États-Unis : 11 janvier 2011 sur Nickelodeon
- France :  sur Nickelodeon France
- Québec :  sur VRAK.TV

Francis Magee

#### Épisode 13:La maison des rumeurs
- États-Unis : 11 janvier 2011 sur Nickelodeon
- France :  sur Nickelodeon France
- Québec :  sur VRAK.TV

Francis Magee

#### Épisode 14:La maison des intrus
- États-Unis : 12 janvier 2011 sur Nickelodeon
- France :  sur Nickelodeon France
- Québec :  sur VRAK.TV

Francis Magee

#### Épisode 15:La maison des preuves
- États-Unis : 12 janvier 2011 sur Nickelodeon
- France :  sur Nickelodeon France
- Québec :  sur VRAK.TV

Francis Magee

#### Épisode 16:La maison des confrontations
- États-Unis : 13 janvier 2011 sur Nickelodeon
- France :  sur Nickelodeon France
- Québec :  sur VRAK.TV

Francis Magee

## Deuxième saison (2012)
La deuxième saison a été diffusée aux États-Unis du 9 janvier 2012 au 9 mars 2012 sur Nickelodeon et du 15 janvier 2012 au 11 mars 2012 sur TeenNick.
En France, elle a été diffusée sur NT1 depuis le 13 octobre 2013.
Cette saison comporte 90 épisodes d'environ 11 minutes chacun, souvent diffusés en épisodes de 22 minutes.

### Synopsis
Une nouvelle année commence et le mystère continue. Les Sibunas sont confrontés à l'esprit ancien d'une reine égyptienne, Senkhara, qui leur ordonne de trouver le masque d'Anubis ou bien ils perdront tous la vie. De plus, un nouvel élève fait son entrée: Eddie. Tout au long de l'aventure, la grand-mère de Nina est malade. Mara et Eddie font une chasse aux fantômes, la petite sœur de Jerome, Poppy - inconnue aux yeux des tous les résidents - fait chanter son frère, Mick déménage en Australie et laisse Mara en larmes. Victor fait équipe avec Vera - la nouvelle responsable de la maison - qui est en fait un imposteur qui travaille pour Rufus Zeno qui se fait passer pour le Collectionneur. Les épreuves se multiplient et les Sibunas doivent échapper à de nombreux dangers mortels.

### Distribution
- Nathalia Ramos (VFB : Mélanie Dermont) : Nina Martin
- Ana Mulvoy Ten (VFB : Laetitia Liénart) : Amber Millington
- Brad Kavanagh (VFB : Thibaut Delmotte) : Fabian Rutter
- Jade Ramsey (VFB : Julie Basecqz) : Patricia Williamson
- Alex Sawyer (en) (VFB : Sébastien Hébrant) : Alfred «Alfie» Lewis
- Bobby Lockwood (VFB : Nicolas Matthys) Mick Campbell
- Burkely Duffield: Edison «Eddie» Miller
- Tasie Lawrence (en) (VFB : Laurence Stévenne) : Mara Jaffray
- Eugene Simon (VFB : Alexandre Crépet) : Jerome Clarke
- Klariza Clayton (VFB : Alexandra Correa) : Joy Mercer
- Francis Magee: Victor Rodenmarr Jr.
- Paul Antony-Barber: Eric Sweet
- Julia Deakin: Daphne Andrews
- Roger Barclay: Rufus Zeno
- Mina Anwar: Trudy Rehman
- Poppy Miller: Vera Devenish
- Frances Encell: Poppy Clarke
- Sophiya Haque: Senkhara
- Sartaj Garewal: Jasper Choundhary

#### Informations sur la distribution
- Burkely Duffield rejoint la distribution principale à partir de l'épisode 15. Il est absent lors de trois épisodes.
- Bobby Lockwood est absent lors de 72 épisodes.
- Klariza Clayton est absente lors de 6 épisodes.
- Alex Sawyer est absent lors de deux épisodes.
- Eugene Simon est absent lors de deux épisodes.
- Sophiya Haque est décédée un an après la diffusion de la saison.

### Liste des épisodes
1. La maison de la rentrée
2. La maison de poupée
3. la maison des esprits
4. La maison du chantage
5. La maison des rivales
6. La maison des visages
7. La maison des mythes
8. La maison des cauchemars
9. La maison des combinaisons
10. La maison des cœurs brisés
11. La maison des tunnels
12. La maison des au revoir
13. La maison des amulettes
14. La maison des lettres
15. La maison de qui ?
16. La maison des arnaques
17. La maison du hasard
18. La maison des fragments
19. La maison des passions
20. La maison du vertige
21. La maison du stress
22. La maison du déjà-vu
23. La maison du gouffre
24. La maison de la tromperie
25. La maison des sibunas
26. La maison de la revanche
27. La maison de balanciers
28. La maison des faux-pas
29. La maison de la détresse
30. La maison des phobies
31. La maison d'Isis
32. La maison du couvre-feu
33. La maison des impasses
34. La maison des toiles
35. La maison des subterfuges
36. La maison des gardiens
37. La maison des commotions
38. La maison des mauvaises surprises
39. La maison des embrouilles
40. La maison des fils
41. La maison des jalousies
42. La maison des noms
43. La maison des évidences
44. La maison du génie
45. La maison des calomnies
46. La maison du jugement
47. La maison des chagrins
48. La maison des sortilèges
49. La maison du silence
50. La maison des avertissements
51. La maison du statu quo
52. La maison des lamentations
53. La maison des vols
54. La maison des alibis
55. La maison de l'oubli
56. La maison des fouineurs
57. La maison des réflexions
58. La maison des sbires
59. La maison du zodiaque
60. La maison des prédictions
61. La maison des échanges
62. La maison de la magie
63. La maison des astuces
64. La maison des murmures
65. La maison de la duplicité
66. La maison des apparitions
67. La maison des collections
68. La maison des suppositions
69. La maison du sabotage
70. La maison des neuf vies
71. La maison des imitations
72. La maison du détournement
73. La maison de la pétrification
74. La maison des temps morts
75. La maison des réflecteurs
76. La maison des illusions
77. La maison des rêves
78. La maison des embûches
79. (House of Phantoms)
80. La maison de l'abandon
81. La maison de la stratégie
82. La maison de la mémoire
83. La maison des fourbes
84. La maison des ennuis
85. La maison des pièges
86. La maison des enjeux
87. La maison des missions
88. La maison des prisonniers
89. La maison des élus
90. La maison de la liberté

#### Épisodes 1-2. La maison de la rentrée/La maison de poupée
Titre original : House of Hello/House of Hello
Les élèves sont de retour à Anubis. Amber regrette d'avoir accepté d'être la petite amie d'Alfie. Les Sibuna organisent un petit festin dans le grenier et ils seront vite rejoints par les autres résidents de la maison d'Anubis. Amber trouve une maison de poupée qui est la réplique exacte de la maison d'Anubis. Ils se font prendre par Victor et tous regagnent leurs lits, mais Nina est déterminée à trouver un nouvel endroit secret afin d'y cacher la Coupe d'Ankh que tout le monde pense qu'elle a été détruite. Voyant que Nina ne redescend pas, Victor se rend dans le grenier. Nina vient tout juste de cacher la Coupe d'Ankh quand Victor arrive dans le grenier et la fait sursauter. Elle renverse une boîte remplie de vieux objets et s'enfuit au plus vite de Victor. Ce dernier ramasse la poupée qui était dans la boîte que Nina a renversée et qui récite alors une énigme à propos d'un livre, de larmes d'or et de l'élixir de vie. Nina entend alors qu'elle est dans les escaliers. Elle le dit à Fabian le lendemain et ensemble, ils se rendent dans une vieille bibliothèque pour trouver le livre en question. Lorsqu'ils rentrent dans la bibliothèque, Mr. Sweet et Victor sont déjà là en train de chercher ce fameux livre. Caché derrière une étagère avec Nina afin d'entendre la conversation, Fabian fait tomber un livre, ce qui attire l'attention de Victor.
Première apparition de Frances Encell dans le rôle de Poppy Clarke

#### Épisodes 3-4. La maison des esprits/La maison du chantage
Titre original : House of Spirits/House of Blackmail
La grand-mère de Nina lui rend visite. Une jeune fille de septième année fait du chantage à Jerome. Alfie essaie de franchir les étapes pour devenir le petit ami d'Amber ; il lui donne des petits gâteaux aux framboises, mais à cause de son allergie à ce fruit, des plaques de rougeurs apparaissent sur le visage d'Amber. Pendant ce temps, Nina fait un rêve inspiré de l'énigme de la poupée. Un esprit malveillant est libéré de la Coupe d'Ankh. On découvre qui fait du chantage à Jerome et Victor est convaincu qu'il va trouver le Livre d'Isis dans l'exposition d’artefacts égyptiens. Nina entend un bruit venant du grenier. Elle décide donc d'aller voir d'où le bruit peut provenir. Elle sort la Coupe de sa cachette et l'esprit, appelé Senkhara, en sort. L'esprit dit à Nina de trouver le Masque d'Anubis avant qui que ce soit sinon elle devra donner sa vie en guise de punition si elle échoue. Trudy se débarrasse des objets du grenier afin d'y aménager un chambre d'invités. Elle se débarrasse de la maison de poupée tant désirée par Amber. Alfie la reprend et l'offre à Amber; il passe l'étape 1 dans le livre de fréquentation d'Amber.
Première apparition de Gwyneth Powell dans le rôle de Grand-mère Martin, et Sophiya Haque dans le rôle de Senkhara 

#### Épisodes 5-6. La maison des rivales/La maison des visages
Titre original : House of Rivals/House of Faces
Mara n'est pas contente que la famille de Mick déménage. Alfie réussit à apparaître sur une couverture de magazine et passe l'étape 2. Fabian essaie d'être romantique et écrit un poème à Nina, mais elle a autre chose en tête. Joy essaie désespérément de se rapprocher de Fabian pour qui elle a un faible, mais il ne pense qu'à Nina. Fabian et Nina découvrent qu'il y a une réplique du masque dans l'exposition et vont y jeter un coup d'œil. Poppy, la sœur de Jerome, lui lit une lettre de leur père. Fabian tente de lire son poème à Nina, mais il échoue et Nina fait un autre rêve terrifiant.

#### Épisodes 7-8. La maison des mythes/La maison des cauchemars
Titre original: House of Myths/House of Nightmares
Senkhara laisse une marque sur le bras de Nina et le parrain de Fabian, Jasper, la met en garde au sujet du masque et de la marque. Jerome trouve le poème de Fabian à Nina. La maison de poupée communique avec Nina, ce qui la mène à croire que le masque serait caché dans la maison d'Anubis. Nina commence à être jalouse que Fabian passe beaucoup de temps avec Joy. Alfie passe la troisième étape dans le livre de fréquentation d'Amber, mais elle demande un rendez-vous d'essai avant de confirmer leur fréquentation. Mara décide que Mick doit la laisser afin qu'il puisse se rendre dans une école sportive en Australie. Mara se comporte en élève sérieuse afin de montrer à Mick qu'ils sont complètement différents. Son plan échoue, car il semble que Mick s'intéresse davantage à elle. Poppy fait des découvertes intéressantes au sujet de son père
Première apparition de Sartaj Garewal dans le rôle de Jasper Choundhary 

#### Épisodes 9-10. La maison des combinaisons/La maison des cœurs brisés
Titre original : House of Combinations/House of Heartbreaks
Fabian décide de ne pas montrer la marque d'Anubis à Nina pour qu'elle ne s'inquiète pas davantage. Nina est pense alors que le masque se trouve en-dessous de la maison, car le compartiment dans lequel elle a trouvé la carte se trouve au bas de la maison de poupée. Alfie, Amber, Fabian et Nina s'organisent un double rendez-vous. Plus tard, dans la cave, Nina parle à Fabian de leur relation et lui dit qu'Amber lui répète sans cesse qu'ils ont l'air d'être des meilleurs amis et ils le sont toujours. Les deux décident mutuellement de se séparer. Le jour de l'exposition d'artéfacts égyptiens est arrivé. Puisque Mara n'es pas présente, Joy la remplace à la dernière minute pour le discours d'ouverture. Elle lit le poème de Fabian que Jerome a placé sur son écritoire à pince et reprend courage. Après son discours, elle court dans les bras de Fabian en pensant que le poème lui était destiné. Pendant que Fabian et Joy se donnent un câlin, Nina, se tenant juste à côté, remarque la Marque d'Anubis sur le bras de Fabian et se fâche contre lui, car il ne lui a pas dit.

#### Épisodes 11-12. La maison des tunnels/La maison des au revoir
Titre original : House of Tunnels/House of Goodbye
Amber, Nina et Fabian découvre une antichambre cachée derrière une étagère dans la cave où reposent plusieurs livres ayant appartenu à Robert Frobisher-Smythe. Ils y trouvent aussi quelques amulettes servant de protection. Mick annonce officiellement qu'il part pour l'Australie. Nina découvre que les tunnels sur la carte se trouvent derrière l'étagère à livre dans l'antichambre. Trudy annonce qu'elle ne travaillera plus à la maison d'Anubis, car un autre travail lui a été offert, mais elle ne sera pas très loin. Les élèves organisent une fête surprise pour le départ de Mick et Mara décide de ne pas y aller. Jerome engage un détective privé afin d'aider sa sœur à retrouver leur père. Dans l'antichambre, Amber tire un livre et l'étagère tourne amenant Amber dans le tunnel.

#### Épisodes 13-14. La maison des amulettes/La maison des lettres
Titre original : House of Protection/House of Letters
Amber est aveuglée par une balise lumineuse qui s'avère être un piège. Fabian et Nina découvrent qu'ils peuvent s'en protéger en portant les amulettes. Joy profite du fait que Fabian doive être son tuteur afin de se rapprocher de lui. La nouvelle responsable de la maison, qui remplacera Trudy, arrive et plaît tout de suite à Victor, mais on découvre son côté suspicieux. Nina et Fabian explore la première tâche des tunnels et la réponse se trouve sur de vieux tomes, mais il en manque un. Jerome trouve une lettre que son père a écrit à sa mère et il fait un étonnante découverte.
Première apparition de Poppy Miller dans le rôle de Vera Devenish
Absent : Bobby Lockwood

#### Épisodes 15-16. La maison de qui/La maison des arnaques
Titre original : House of Who/House of Frauds
Un nouvel élève arrive à la maison d'Anubis et rapidement, lui et Patricia ne s'entendent pas. Jerome essaie d'amasser de l'argent afin de payer le détective privé qu'il a engagé en organisant une collecte de fonds. Nina récupère le tome manquant et un mystérieux cube apparaît sur le piédestal. Mara se fâche contre Jerome lorsqu'elle découvre que la collecte de fonds était en fait une arnaque. Eddie défie Jerome contre de l'argent et Jerome, désespéré, accepte immédiatement. Senkhara envahit le rêve d'Amber et tente en vain de la marquer.
Première apparition de Burkely Duffield dans le rôle de Eddie Miller
Absent : Bobby Lockwood

#### Épisodes 17-18. La maison du hasard/La maison des fragments
Titre original : House of Chance/House of Divides
Le fameux Donkey Day est arrivé et Jerome fait participer tous les élèves à diverses activités afin de récolter de l'argent qui, grâce à Mara, ira à une fondation pour les ânes malades. Nina ne sait toujours pas comment résoudre la première tâche des tunnels. Malheureusement pour elle, le cube devient un prix pour une des activités et Jasper s'en empare pour son patron, le collectionneur. Fabian récupère le cube et Nina, grâce à la maison de poupée, découvre comment résoudre la première tâche. Après avoir réussi, une porte s'ouvre et révèle un tunnel encore plus long.
Absent: Bobby Lockwood

#### Épisodes 19-20. La maison des passions/La maison du vertige
Titre original : House of Crushes/House of Vertigo
La deuxième tâche est une version égyptienne de la marelle aux conséquences mortelles. Si la séquence effectuée n'est pas correct au premier essai, le plafond descend et écrase tout ce qu'il y a sur son passage et le masque reste caché jusqu'à la fin des temps. Nina, Amber et Fabian découvrent la séquence de la deuxième tâche et pratiquent afin de la connaître par cœur et pour bien l'exécuter lors du moment venu. Eddie et Patricia aident Joy à organiser le bal masqué en l'honneur de l'exposition. Poppy demande de l'aide à Mara afin d'entrer en contact avec son père sans que Jerome le sache. Ce dernier, désespéré de se débarrasser de sa dette, accepte un travail pour Jasper incluant un costume de momie. Il vend aussi des robes et de masques pour le bal; il vend exactement la même robe à Nina, Joy et Madame Andrews. Nina fait un rêve dans lequel Senkhara la pousse dans le gouffre dans les tunnels.
Absent: Bobby Lockwood

#### Épisodes 21-22. La maison du stress/La maison du déjà-vu
Titre original : House of Pression/House of Déjà-vu
Nina découvre que Fabian et Amber ont fait exactement le même rêve qu'elle. Le bal approche à grands pas et les préparatifs sont terminés. Durant le bal, Vera et Trudy font un concours du meilleur gâteau. Madame Andrews trouve un reçu près du gâteau de Vera et la suspecte de l'avoir acheté. Pendant ce temps, Nina, Fabian et Amber vont compléter la deuxième tâche dans les tunnels, mais ce n'est pas fini, une autre tâche les attend. Nina, Joy et Madame Andrews se rendent compte que Jerome leur a vendu les mêmes robes et elles exigent de se faire rembourser, ce qui renvoie Jerome à la case départ, endetté et sans argent. Lorsque les mêmes choses que dans le rêve surviennent, Nina et Fabian ne se sentent plus aussi rassurés.
Absent : Bobby Lockwood

#### Épisodes 23-24. La maison du gouffre/La maison de la tromperie
Titre original : House of Hoods/House of Deceit
Le collectionneur essaie d'obtenir de Jasper la clé de la bibliothèque et Trudy le découvre et devient de plus en plus méfiante. Le collectionneur réussit à entrer dans la bibliothèque, risquant de se faire prendre par Nina puis par Victor. Jerome et Alfie défient Eddie de convaincre Patricia de danser avec lui. Grâce à une gravure sur un mur de la bibliothèque, Nina trouve le moyen de traverser le gouffre. Fabian embrasse Joy pensant qu'elle était Nina et cette dernière a tout vu. Bouleversée, elle se rend seule dans les tunnels pendant que Jerome découvre que Mara a aidé sa sœur derrière son dos. Même s'ils avance plutôt bien dans la quête, celle-ci devient de plus en plus difficile, car Victor est très près de découvrir les tunnels.
Absent : Bobby Lockwood

#### Épisodes 25-26. La maison des sibunas/La maison de la revanche
Titre original : House of Sibuna/House of Payback
Amber, Nina et Fabian réussissent à détacher la poutre en crocodile du mur, mais elle est trop lourde pour être transportée à trois personnes. Amber et Fabian veulent réunir une fois de plus les sibunas afin de pouvoir compléter la tâche, mais Nina ne veut pas pour ne pas les mettre eux aussi en danger et sa décision est plutôt finale. Patricia essaie de ne plus être trop dure et froide avec Eddie, mais elle apprend qu'il l'a invité à danser pour un pari. Amber et Fabian réunissent les sibunas derrière le dos de Nina. Celle-ci le découvre et elle est très fâchée contre Fabian, mais surtout parce qu'il a embrassé Joy. Elle doit tout de même accepter que Patricia et Alfie sont maintenant impliqués, car ils sont au courant de tout. Jerome apprend que son père désire qu'il lui rende visite en prison. Les sibunas font une première tentative afin de placer la poutre jusque de l'autre côté du gouffre, mais elle y tombe presque. Il trouve un autre moyen et se pratiquent, car lors du moment venu, ils n'auront qu'une seule chance de réussir. Patricia essaie de se venger d'Eddie, Alfie tente de se séparer d'Amber, mais elle refuse, et Mara va avec Jerome rendre visite à son père. La tension est encore plus forte entre Nina et Joy.
Absent : Bobby Lockwood

#### Épisodes 27-28. La maison de balanciers/La maison des faux-pas
Titre original : House of Pendulums/House of Impasse
Un autre piège est révélé : des balanciers tranchants vont de gauche à droite et de droite à gauche, ce qui amène, une fois de plus, une difficulté mortelle. Victor et Vera se cachent dans la cave pendant que les sibunas sortent de l’antichambre et ainsi, le code est révélé à Victor. Pendant que le groupe s'entraîne à éviter les balanciers, Victor va fouiller dans la chambre de Nina et Amber et trouve la carte des tunnels. Lorsque les sibunas retournent dans l'antichambre, Victor est présent, mais il a été aveuglé par la balise lumineuse. Ils réussissent à éviter Victor de justesse. Poppy découvre que son père aimerait qu'elle lui rende visite, et Jerome ne lui a pas dit. Les sibunas réussissent à passer à travers le balanciers, mais le tunnel s'arrête là. Senkhara se fâche et décide de marquer les autres membres du groupe, soit Amber, Patricia et Alfie.
Absent: Bobby Lockwood

#### Épisodes 29-30. La maison de la détresse/La maison des phobies
Titre original : House of Help/House of Phobias
Victor retrouve la vue et obtient une importante information à propos du Masque d'Anubis. Jerome va visiter son père à nouveau, mais à sa grande surprise, Poppy est déjà là. Victor voit qu'Amber porte une amulette autour de son cou et il déclare une fausse règle d'école afin de prendre toutes les amulettes. Les Sibunas trouvent le moyen d'arrêter les balanciers et un tunnel assez étroit est découvert. Alfie se sacrifie pour Amber et pénètre à l'intérieur d'un tout petit tunnel, mais il reste coincé, car le tunnel devient de plus en plus étroit. Amber se sent coupable et essaie de le sauver, mais en vain. Par la suite, Fabian parvient à le sauver. Plus tard, Amber et Alfie se séparent pour de bon. Les sibunas pensent que les tunnels connaissent leurs phobies et essaient de les éloigner le plus possible de leur but. Ils tentent de vaincre leurs peurs, mais c'est à ce moment que Victor s'empare des amulettes et ils ne peuvent plus aller dans le tunnel.
Absent : Bobby Lockwood

#### Épisodes 31-32. La maison d'Isis/La maison du couvre-feu
Titre original : House of Isis/House of Curfews
Victor explore les tunnels, mais ne peut pas se rendre plus loin que les sibunas. Lorsqu'ils revient des tunnels, Vera lui remet le livre d'Isis qu'elle vient tout juste de trouver. Cependant, elle vole le dernier et plus important chapitre du livre avant de lui remettre. Le père de Jerome a donné à celui-ci la mission de retrouver une petite pierre précieuse et de la replacer sur bouclier de Frobisher, le trophée des sports de l'école. Les sibunas gardent Victor éveillé afin de le fatiguer au maximum, car une fois qu'il se sera endormi, rien ne pourra le réveiller. Lorsque Nina et Fabian se rendent dans son bureau afin de lui reprendre les amulettes, Victor est presque réveillé par le son des ciseaux.
Absent : Bobby Lockwood et Klariza Clayton

#### Épisodes 33-34. La maison des impasses/La maison des toiles
Titre original : House of Dead-Ends/House of Webs
Nina et Fabian parviennent à récupérer les amulettes avec succès. Jerome informe Mara de sa mission, ce qui lui sera concluant. Lorsque les sibunas retournent dans les tunnels, sans Patricia qui doit faire des corvées pour Victor en compagnie d'Eddie, c'est Nina qui s'enfonce dans le petit tunnel. Au bout de celui-ci se trouve un levier et après l'avoir tiré, une porte s'ouvre et les sibunas peuvent continuer leur chemin. Ils se retrouvent devant une énorme toile d'araignée. Vera fouille dans la chambre des jeunes et elle trouve l'amulette de rechange se trouvant dans la maison de poupée. Jerome sait où se trouve l'armure dans laquelle la pierre précieuse de son père devrait se trouver et Alfie l'aide à le récupérer en laissant une oie sauvage courir partout dans le corridor.
Absent: Bobby Lockwood et Klariza Clayton

#### Épisodes 35-36. La maison des subterfuges/La maison des gardiens
Titre original : House of Fronts/House of Keepers
L'oie sauvage a avalé la pierre précieuse. Victor fait fabriquer une fausse amulette exactement pareille à celle qu'il a pris et la remet dans la maison de poupée pour que les sibuna ne se rendent pas compte que Victor les espionne de près. Eddie et Patricia jouent au football américain et celle-ci perd son amulette. Joy demande à Fabian de sortir avec elle, mais il ne lui donne pas de réponse. Trudy surprend une conversation entre Vera et Jasper qui éveille beaucoup de soupçons. Pendant que Patricia cherche pour son amulette, quelqu'un d'autre la trouve.
Absent : Bobby Lockwood

#### Épisodes 37-38. La maison des commotions/La maison des mauvaises surprises
Titre original : House of Hacks/House of Stings
Amber, qui souhaite que Fabian et Nina sortent ensemble, lui donne conseil afin que Joy perde tout intérêt envers Fabian, mais il n'est pas capable de l'ignorer. Madame Andrews demande à Mara d'enquêter sur Vera pour un article pour le site de l'école. Jerome est content lorsque la pierre précieuse lui revient finalement, mais en le nettoyant, il l'échappe dans le lavabo. Patricia emprunte l'amulette de rechange sans savoir qu'elle est fausse. À son tour, elle est temporairement aveugle et les autres la laissent dans l'antichambre pour continuer la mission. Patricia entend des pas et se rend dans les tunnels avertir les autres malgré son handicap. Les sibunas se cachent, et Victor aperçoit la géante toile. Mara apprend des informations suspectes au sujet de Vera.
Absent : Bobby Lockwood and Burkely Duffield

#### Épisodes 39-40. La maison des embrouilles/La maison des fils
Titre original : House of Double/Cross/House of Wires
Nina et Amber découvre que c'est Poppy qui possède maintenant l'amulette de Patricia et elle dit aux deux filles que c'est Jerome qui lui a donné. Jerome récupère l'amulette, et Nina et Fabian, qui ont la pierre précieuse, font un échange avec Jerome. Nina trouve une énigme dans la maison de poupée qui va l'aider à compléter la prochaine tâche. Jerome est prêt à remettre la pierre à sa place, mais le bouclier de Frobisher n'est plus là. Mara se glisse dans la chambre de Vera afin d'en savoir plus et elle tombe sur le dernier chapitre du livre d'Isis, lorsqu'elle se fait prendre par Vera qui la menace. Mara s'en va en courant emportant par erreur avec elle, le dernier chapitre qui retrouve son chemin entre les mains de Victor. Les sibunas découvrent une géante araignée nécessaire à la tâche de la toile d'araignée.
Note : Il s'agit du 100e épisode de la série. C'est la seule série diffusée sur Nickelodeon qui n'est pas une comédie à avoir atteint 100 épisodes.
Absent : Bobby Lockwood

#### Épisodes 41-42. La maison des jalousies/La maison des noms
Titre original : House of Envy/House of Names
Eddie a entendu Patricia dire qu'elle l'aimait et il essaie de lui faire admettre. Fabian va voir un film avec Joy pendant que Nina découvre comment se rendre au prochain tunnel. Fâchée contre Fabian, elle décide de se rendre dans les tunnels sans lui, mais elle le regrette après qu'Alfie ait risqué sa vie. Jerome découvre que s'il veut récupérer le bouclier de Frobisher, il va devoir le gagner en affrontant l'équipe adverse de leur école. Mara découvre que Vera ment sur toute la ligne. Les sibunas complètent la tâche et la porte se trouvant de l'autre côté de la toile s'ouvre, mais elle commence tout de suite à tranquillement se refermer. Nina pense que c'est sa seule chance de retrouver le masque alors elle passe la porte juste avant qu'elle se ferme complètement.
Absent : Bobby Lockwood

#### Épisodes 43-44. La maison des évidences/La maison du génie
Titre original : House of Evidence/House of Genius
Fabian réussit à rouvrir la porte et les sibunas avancent à la prochaine tâche. Victor visite une fois de plus les tunnels et sait qu'il peut réussir la nouvelle tâche, car elle consiste à mélanger certains liquides afin d'ouvrir la prochaine porte. Jerome doit battre l'équipe de l'école ayant le bouclier à une partie de ping-pong. Pendant ce temps, Mara accumule de plus en plus de preuves contre Vera. Eddie convainc Mara de publier son reportage sur Vera sur le site de l'école.
Absent : Bobby Lockwood

#### Épisodes 45-46. La maison des calomnies/La maison du jugement
Titre original : House of Accusation/House of Hasty
Alfie est content que Jérôme lui ait demandé d'être son entraîneur de ping-pong. Vera est choquée par l'article de Mara. La prochaine tâche des sibunas consiste à verser le bon liquide dans chacun des tubes afin que la colle qui retient la prochaine porte disparaissent. Nina et Fabian surprenne Victor en train de concocter des potions, ce qui les laissent croire que Victor les a peut-être rattrapé dans la course à la recherche du masque. À cause de l'article de Mara au sujet de Vera, Mr. Sweet arrange une audience afin de juger de la gravité de la situation. Eddie veut faire une farce à Mr. Sweet, mais elle se retourne contre Mara. Victor réussit à compléter la tâche des tunnels, mais remet la porte en place pour que les sibunas ne se doutent de rien. Senkhara est en colère, car Victor a devancé Nina.
Absent: Bobby Lockwood

#### Épisodes 47-48. La maison des chagrins/La maison des sortilèges
Titre original : House of Sorry/House of Hex
Mara est renvoyée de l'école pendant que Jerome renvoie Alfie en tant qu'entraîneur de ping-pong. Vera a payé le témoin de l'audience pour qu'il soit en sa faveur et Trudy est toujours suspicieux au sujet de Vera. Madame Andrews prend la faute et démissionne pour que Mara ne soit pas renvoyée, mais cette dernière ne pourra plus écrire pour le site web de l'école. Patricia apprend un secret à propos d'Eddie et Nina reçoit des mauvaises nouvelles au sujet de l'état de sa grand-mère. Senkhara est de plus en plus en colère contre Nina au fur et à mesure que Victor se rapproche du masque. Nina lui tient tête et passe à travers elle. Senkhara lui dit que sa punition sera de punir. Le lendemain, ce que Nina dit aux membres de Sibuna est transformé en sortilèges par Senkhara, ce qui ralentit Nina dans la quête. Jerome est en train de perdre la partie de ping-pong pendant que Nina a une vision d'elle étant Senkhara et ses amis se sauvant d'elle.
Dernière apparition de Julia Deakin dans le rôle de Madame Andrews
Absent : Bobby Lockwood

#### Épisodes 49-50. La maison du silence/La maison des avertissements
Titre original : House of Silence/House of Warnings
Accidentellement, Alfie révèle les balles truquées des adversaires de Jerome. Victor essaie de résoudre la prochaine tâche, mais il est assourdit par un violent bruit de klaxon. Nina se rend compte que ses mots ont ensorcelé ses amis et qu'ils le resteront tant et aussi longtemps que la prochaine tâche ne sera pas complétée. Patricia devient muette, Alfie redevient un enfant, Fabian perd la mémoire et Amber vieillit à vue d'œil. Les sibunas réalisent que Victor possède sa propre amulette. Une nouvelle enseignante arrive pour remplacer Madame Andrews. À cause de sa perte de mémoire, Fabian appelle Joy «Pam», ce qui l'attriste énormément. Eddie essaie de parler à Patricia de ses sentiments pour elle, et, puisqu'elle ne peut pas parler, elle l'embrasse. Dans les tunnels, Alfie souffle dans un klaxon, mais il ne joue pas une bonne note, alors le plafond commence à craquer et à s'effondrer.
Absent : Bobby Lockwood

#### Épisodes 51-52. La maison du status quo/La maison lamentations
Titre original : House of Status/House of Laments
Grâce à la maison de poupée, les sibunas savent qu'elle est le titre de la chanson qu'ils doivent jouer, mais il ne connaissent pas les notes; personne encore vivant aujourd'hui ne l'a entendu. Amber accepte de tourner une publicité pour l'école malgré son allure de vieille dame et Mara apprend que Mick à une petite amie australienne. Elle décide donc de faire semblant qu'elle sort avec Jerome pour rendre Mick jaloux. Le rajeunissement d'Alfie accélère et il prend la forme d'un enfant de 7 ans. Pendant qu'Eddie attend Patricia pour un rendez-vous, elle est accidentellement enfermée dans la salle de bain, mais personne ne peut l'entendre, car elle n'a plus de voix. Nina découvre que Victor détient quelques informations au sujet de la Chanson de Hathor. La fausse relation entre Mara et Jerome prend fin, et Victor et Vera veulent voler un objet de l'exposition, ce que Fabian entend.
Note : À cause du sort jeté par Senkhara, Alfie (Alex Sawyer) est absent durant la moitié de l'épisode.
Absent : Bobby Lockwood

#### Épisodes 53-54. La maison des vols/La maison des alibis
Titre original : House of Heists/House ofAlibis
Fabian veut avertir Nina du plan de Vera et Victor, mais il oublie. Vera vole la Cloche d'Ox dans l'exposition. Elle se sauve sans être vue, mais un petit morceau de sa veste se déchire. Fabian se rend à l'exposition et voit qu'un objet a été volé. Trudy l'aperçoit et croit que c'est lui le voleur, mais elle trouve le petit morceau de vêtement. Pendant ce temps, Jerome garde le jeune Alfie. Nina n'a pas d'autre choix que de demander de l'aide à Senkhara et cette dernière lui joue la Chanson de Hathor. Elle se rend dans le tunnels avec les sibunas et joue la chanson, mais ça ne fonctionne pas. À cause de sa perte de mémoire, Fabian n'a pas d'alibi à donner à Trudy lorsqu'elle le trouve près du lieu du crime, mais, plus tard, il trouve une note qu'il s'est écrite qui prédit le vol de Vera. Eddie est choqué d'apprendre que Patricia n'avait jamais embrassé personne avant lui pendant que Nina découvre Alfie encore plus jeune.
Absent : Bobby Lockwood, Alex Sawyer et Klariza Clayton

#### Épisodes 55-56. La maison de l'oubli/La maison des fouineurs
Titre original : House of Oblivion/House of Snoops
Les sortilèges de Senkhara empirent : Fabian ne se rappelle ni de son propre nom ni de Nina, Amber continue de vieillir, Patricia ne sait même plus comment écrire et Alfie est maintenant un bébé. Vera veut cacher la cloche dans la chambre de Fabian, mais elle entend Nina et Fabian s'approcher de la chambre. Vera se cache, mais elle laisse la cloche sur le lit de Fabian et Nina pense que c'est réellement lui qui l'a volé. Nina, Fabian et Patricia se rendent dans les tunnels et complètent la tâche, et les sortilèges sont annulés. Vera et Victor ordonnent une fouille de sacs des résidents de la maison d'Anubis, mais ils ne trouvent pas la cloche et les sibunas réussissent à la remettre dans l'exposition sans que personne les voie. Nina comprend que la prochaine tâche est la dernière avant d'obtenir le masque. Patricia est forcée d'admettre à ses amis qu'elle à une sœur jumelle, Piper. Trudy est de plus en plus proche de découvrir la vérité au sujet de Vera.
Invité vedette' : Nikita Ramsey dans le rôle de Piper Williamson'
Note : Dans cet épisode, la sœur jumelle de Jade Ramsey vient jouer la sœur jumelle de Patricia
Absent : Bobby Lockwood et Eugene Simon

#### Épisodes 57-58. La maison des réflexions/La maison des sbires
Titre original : House of Reflections/House of Stooges
Pour la prochaine tâche, les sibunas doivent trouver six réflecteurs. Eddie décide d'embrasse Patricia une fois de plus, mais, à la place, il embrasse Piper. Victor entend Nina et Fabian parler de la dernière tâche et réalise qu'il possède un des réflecteurs: la montre de son père. Trudy se fait enlever, mais laisse une mystérieuse lettre à Jasper. Piper, se faisant passer pour Patricia, se montre gentille et douce à Alfie, car elle a un faible pour lui. Alfie est maintenant en amour avec Patricia, car il ne sait pas qu'elle est en fait Piper. Nina et Amber trouve leur premier réflecteur dans la boîte à musique de Sarah. Jerome commence à être inquiet lorsque Jasper devient obsédé par la pierre précieuse. Mr. Sweet invite Patricia et Eddie à souper avec lui. Patricia envoie sa sœur à sa place et lui dit que Mr. Sweet est le père d'Eddie, ce que Joy entend. Pendant ce temps, Jasper vole la pierre précieuse et en place une fausse sur le bouclier.
Invité vedette : Nikita Ramsey dans le rôle de Piper Williamson
Absent : Bobby Lockwood

#### Épisodes 59-60. La maison du zodiaque/La maison des prédictions
Titre original : House of Zodiacs/House of Reckoning
La course au réflecteurs est serrée entre les sibunas et Victor. Tous le indices pour les trouver reposent sur une charte incomplète du zodiaque. Mr. Sweet ne veut pas croire que la pierre précieuse a été volée et Jerome se retrouve seul face à cette situation. Piper prend la place de Patricia lors du soupe en elle, Eddie et Mr. Sweet. Patricia garde tout de même un œil sur Piper. Mr. Sweet et Eddie n'ont aucun doute jusqu'à ce que Patricia et Piper se retrouve côte à côte devant eux. Nina découvre que Victor possède sa propre copie du zodiaque et que la tienne est plus complète. Amber en fait une copie, mais Fabian est incapable de déchiffrer les symboles. Pendant ce temps, Jerome pirate l'ordinateur de Jasper. Il découvre qu'il travaille pour le collectionneur et la lettre de Trudy.
Invité vedette : Nikita Ramsey dans le rôle de Piper Williamson
Absent : Bobby Lockwood

#### Épisodes 61-62. La maison des échanges/La maison de la magie
Titre original : House of Trades/House of Magic
Eddie se sent mal d'avoir accidentellement embrassé Piper et cette dernière lui dit qu'il serait mieux de ne pas le dire à Patricia. Jerome découvre que Trudy a été enlevée par le collectionneur et qu'il devra lui donner un artéfact ayant appartenu aux Frobisher-Smythe en échange. Victor décide d'inviter Gustave pour souper et Alfie se propose de les divertir avec de la magie. Les sibunas découvrent une porte secrète dans les tunnels, mais elle ne s'ouvre à l'aide que d'une amulette, celle de Victor. Jerome cherche un objet à donner au collectionneur et cela le mène à la chambre de Nina et d'Amber où il trouve la maison de poupée ayant appartenu à Sarah Frobisher-Smythe. En exécutant un tour de magie, lors du repas, Alfie récupère l'amulette de Victor.pipper va rester quelque temps à l'école et au pensionnat au grand dam de Patricia.
Invité vedette : Nikita Ramsey dans le rôle de Piper Williamson
Absent : Bobby Lockwood

#### Épisodes 63-64. La maison des astuces/La maison des murmures
Titre original : House of Tricks/House of Whispers
Les sibunas sont ravis qu'Alfie ait réussi son tour de magie. Nina remarque que la maison de poupée a été bougée et décide de la cacher. Piper quitte la maison d'Anubis et elle donne son collier à Patricia. En voyant le collier, Eddie pense qu'elle est Piper, alors il lui rappelle qu'il se sent mal ne pas avoir dit à Patricia qu'ils s'étaient embrassés. Jerome croit que Vera a volé la maison de poupée lorsqu'il s'aperçoit qu'elle n'est plus à sa place, et Nina découvre que Vera est également à la recherche du masque. Eddie et Mara sont en équipe afin de couvrir un article pour le site web de l'école. Victor et Vera réalisent qu'Alfie les a dupés et qu'il possède maintenant la véritable amulette. Le sibunas ouvrent la porte secrète qui les mène à la bibliothèque. Fabian entend Jerome et Jasper manigancer quelque chose et il commence à croire que Jasper n'est pas digne de confiance et qu'il est possiblement un ennemi. Patricia va parler à Eddie dans le bureau de Mr. Sweet et, accidentellement, elle met en marche le haut-parleur et toute l'école l'entend dire que Mr. Sweet est le père d'Eddie.
Invité vedette : Nikita Ramsey dans le rôle de Piper Williamson
Absent : Bobby Lockwood
Note : Dernière apparition de Nikita Ramsey dans le rôle de Piper Williamson.

#### Épisodes 65-66. La maison de la duplicité/La maison des apparitions
Titre original : House of Duplicity/House of Hauntings
Eddie pense que Patricia a volontairement appuyer sur le haut-parleur afin de prendre sa revanche, parce qu'il a embrassé Piper. Victor fouille la chambre d'Alfie afin de retrouver son amulette, mais ce n'est pas concluant. Fabian parle à Jasper de ce qu'il a entendu de sa conversation avec Jerome et Jasper invente une histoire et Fabian le croit, car il lui fait confiance. La course aux réflecteurs est commencée entre Victor et les sibunas. Eddie est complètement déstabilisé lorsqu'il aperçoit Senkhara sur l'une des vidéos pour sa recherche. Il montre les images à Mara et ils s'engagent dans une chasse aux fantômes. Patricia est jalouse d'Eddie et Mara passe du temps ensemble. Nina trouve un autre réflecteur dans la cuisine: une coupe. Elle découvre que l'œil de la poupée de Sarah est aussi un réflecteur au même moment où Jerome s'en empare afin de la donner à Jasper. Ce dernier lui dit accidentellement l'endroit où il doit rencontrer le collectionneur et Jerome décide de suivre Jasper. Vera accompagne le collectionneur. Il ne veut pas de la poupée et Jerome fait un mouvement qui attire l'attention de Vera.
Absent : Bobby Lockwood, Klariza Clayton (épisode 66)

#### Épisodes 67-68. La maison des collections/La maison des suppositions
Titre original : House of Collections/House of Speculation
Jerome ne se fait pas voir par Vera. Celle-ci réalise que l'œil de la poupée est un réflecteur et Victor a besoin du jouet. Les sibunas découvrent que le prochains réflecteurs se trouvent dans une mosaïque dont Trudy s'est débarrassée. Joy aide Fabian à retrouver cette mosaïque; elle se trouve dans la bibliothèque et les sibunas réussissent récupérer le réflecteur. Mara et Eddie pensent que le fantôme vit dans la cave, alors ils s'y installent pour la nuit. Amber oublie d'enfermer la maison de poupée et Jerome réussit à s'en emparer, mais la caméra qu'Eddie et Mara ont installée, placée dans le salon, a filmé Jerome en train de voler la maison de poupée. Une fois le réflecteur récupéré, Fabian trouve une preuve que Jasper lui a menti. Pendant que les sibunas sortent des tunnels, Patricia voit Eddie et Mara endormis l'un contre l'autre et crie de jalousie, ce qui les réveille. Ils réussissent à prendre une photo de leur fantôme, qui s'avère être Amber, mais ils ne le savent pas. Avec la vidéo d'Eddie, Mara identifie le fantôme comme étant «la souveraine inconnue» (the unknown ruler) et leur article à son sujet pourrait révéler la mission secrète des sibunas. Lorsque Nina se réveille, elle s'aperçoit que la maison de poupée a disparu. Le collectionneur obtient la maison, mais ne garde tout de même Trudy. Jasper se met en colère et révèle l'identité du collectionneur ; Jerome en est sous le choc.
Absent : Bobby Lockwood

#### Épisodes 69-70. La maison du sabotage/La maison des neuf vies
Titre original : House of Sabotage/House of Nine Lives
Le collectionneur est révélé: Rufus Zeno est de retour. Alfie et Amber implante un virus dans l'ordinateur d'Eddie pour qu'il n'ait plus accès à la photo de Senkhara, mais il a une copie sur sa clé USB. Nina donne des missions aux sibunas: Fabian doit convaincre Joy de ne pas publier l'article de Mara et Eddie, Patricia doit se réconcilier avec Eddie, et Amber et Alfie doivent regarder l'enregistrement de la caméra du salon pour identifier le voleur de la maison de Sarah. Jerome et Jasper suivent Rufus, et Jerome dit à Jasper qui il est réellement et ils prennent leurs distances. Vera trouve un autre réflecteur dans sa chambre. Joy accepte de ne pas publier l'article à condition que Fabian l'embrasse, mais il n'en est pas capable, car il a toujours des sentiments pour Nina et celle-ci entend leur conversation. Joy décide quand même de ne pas publier l'article. Eddie et Patricia se réconcilient enfin et, Amber et Alfie découvre que c'est Jerome qui a volé la maison de poupée et les deux le confrontent à ce sujet. Jerome avoue aux sibunas tout ce qui concerne Jasper, Rufus et Vera. Les élèves essaient d'avertir Victor du retour de Rufus et ils veulent le mettre en garde contre Vera, mais Victor ne les croit pas. Amber et Patricia découvrent que Victor à trois des réflecteurs et Vera découvrent que les sibunas ont les trois autres.
Absent : Bobby Lockwood

#### Épisodes 71-72. La maison des imitations/La maison du détournement
Titre original : House of Forgeries/House of Hijack
Puisque Rufus est également à la recherche du masque, les élèves persuadent Jasper de lui donner la réplique prenant qu'ils vont sauver Trudy. Nina et Alfie se font prendre, prêts à sécher un cours, par M.. Sweet qui leur fait passer un test surprise. Cela laisse Amber, Jerome et Fabian pour aller sauver Trudy. Alors qu'ils y sont presque arrivé, Vera les enferme dans la grange avec Trudy. Joy interprète le conseil de madame Valentine d'une mauvaise façon et elle écrit un article dur et froid au sujet de Nina et le publie sur un blog anonyme appelé «Jack Jackal». Nina et Patricia sont retenues par Senkhara qui veut qu'elles se concentrent uniquement sur la recherche du masque. Alfie réussit à libérer les autres, mais, involontairement, il anéantit la maison de poupée et assomme Trudy, ce qui lui fait tout oublier à propos de Vera et du collectionneur. Senkhara aide Nina à retrouver les trois réflecteurs manquants en ralentissant Victor dans sa quête. Rufus désire partager les pouvoirs du masque avec Vera et Victor fait un rêve dans lequel Senkhara donne la marque d'Anubis à Vera et, le lendemain, Victor fait une terrible découverte.
Absent : Bobby Lockwood, Burkely Duffield (épisode 72)

#### Épisodes 73-74. La maison de la pétrification/La maison des temps morts
Titre original : House of Freeze/House of Timeout
Quand l'article sur Nina est à la vue de tous, des rumeurs se répandent au sujet de l'identité de l'auteur du blog. Senkhara ordonne à Victor de replacer les réflecteurs où les sibunas pourront les trouver, ce que Victor exécute immédiatement dans le but de sauver Vera. Les sibunas découvrent que Victor à déchiffrer tous les symboles du zodiaque et qu'il a écrit une liste des endroits où ils pensent trouver les réflecteurs. Amber et Alfie se rendent dans la chambre de Vera, au grenier, et récupèrent le réflecteur dans la fenêtre, mais sans savoir que Vera - recouverte d'une couverture - est gelée à quelques centimètres d'eux, ils révèlent le passage secret entre la bibliothèque et les tunnels. Mara sait très bien que Jack Jackal n'a pas écrit l'horrible article sur Nina, car elle est le blogueur anonyme. Joy découvre cette information et Mara découvre que c'est Joy qui a écrit l'article, et chacune décide de garder le secret de l'autre. Les sibunas se rendent dans les tunnels pour compléter la tâche, mais leur temps s'écoule et les piédestaux pour les réflecteurs disparaissent. Fabian se met en colère contre Joy lorsqu'il apprend qu'elle a écrit l'article sur Nina. Après l'échec de la tâche des réflecteurs, l'état de la grand-mère de Nina empire et Nina et Fabina découvrent qu'elle est la pièce du temps et qu'elle a été marquée par Senkhara.
Absent : Bobby Lockwood, Burkely Duffield (épisode 73)
Eugene Simon apparaît très brièvement au début de l'épisode 73, mais il n'a pas un rôle important pour le premier épisode.

#### Épisodes 75-76. La maison des réflecteurs/La maison des illusions
Titre original : House of Reflectors/House of Illusions
Joy essaie de s'excuser auprès de Nina, qui est bouleversée au sujet de sa grand-mère, mais le groupe rejette Joy. Les sibunas décident de tenir les réflecteurs dans leurs mains afin de compléter la tâche, mais ils ont besoin d'une personne de plus pour tenir le sixième réflecteur. Patricia planifie un rendez-vous avec Eddie qui aura les yeux bandés pour l'amener dans les tunnels sans qu'il avoir à l'impliquer dans l'aventure des sibunas. La tâche est finalement complétée et les sibunas traverse une dernière porte. Cependant, le masque n'est toujours pas là. Ils découvrent que pour finalement arriver au masque, ils devront jouer une partie de Senet, un jeu de l'Égypte ancienne, et gagner. Un nouvel article au sujet de la relation entre un fils et son père évoque des soupçons chez Jerome et confronte Joy à ce propos. Elle le laisse croire qu'elle a écrit cet article et que Mara lui a transmis des informations personnelles sur son père. Mais, lorsque Jerome en parle Mara, il apprend la vérité. Jerome et Eddie vont voir Mr. Sweet, qui accorde le droit à Mara d'écrire sous son propre nom, et ils révèlent à toute la classe que Joy a écrit le terrible article sur Nina. Rufus découvre que le masque qui lui a été donné n'est pas le vrai et il menace Vera.
Absent : Bobby Lockwood, Eugene Simon (épisode 75)

#### Épisodes 77-78. La maison des rêves/La maison des embûches
Titre original : House of Dreams/House of Pitfalls Les sibunas doivent jouer une partie de Senet et les enjeux sont élevés. Trudy essaie tant bien que mal de récupérer la mémoire; elle fait des rêves étranges. Joy vit des moments difficiles à cause de Mara et quand Mr. Sweet lui demande d'envoyer le plus récent article de Mara à un concours du meilleur blogueur, Joy prévoit autre chose. Nina et Fabian essaient d'aider Trudy à recouvrer la mémoire en faisant des exercices de visualisation, mais avant que quoi que ce soit d'important soit révélé, Victor interrompt la séance. Vera et Victor trouvent le passage secret de la bibliothèque aux tunnels pendant Mr. Sweet essaie de régler les choses avec Eddie, mais en vain. Pendant que Nina visite sa grand-mère à l'hôpital, cette dernière est possédée par Senkhara. La réplique du masque d'Anubis est de retour dans l'exposition; Rufus sait qu'il a été dupé. Les sibunas trouvent les règles du jeu de Senet pendant que Victor et Vera jouent secrète à ce même jeu. Jerome tente d'embrasser Mara, mais il découvre qu'elle a toujours des sentiments pour Mick. Les sibunas commencent à jouer au Senet dans les tunnels, mais Nina fait un mauvais déplacement et le sol s'ouvre pour l'engloutir.
Absent : Bobby Lockwood, Burkely Duffield (épisode 78)

#### Épisodes 79-80. La maison (of Phantoms*)/La maison de l'abandon
Titre original : House of Phantoms/House of Surrender
Les sibunas sont bouleversés par la disparition de Nina, surtout Fabian. Senkhara les menace, mais Fabian réussit à la convaincre qu'il vont réussir la tâche et elle leur donne seulement trois jours. Les sibunas doivent couvrir Nina à l'école et à la maison d'Anubis. Fabian ne veut pas qu'ils retournent dans les tunnels tant qu'il n'est pas totalement certain de ses déplacements. Joy s'enregistre comme candidate aux concours des meilleurs blogueurs juste avant la minute limite, et elle n'enregistre pas Mara, ce dont Eddie est témoin. Patricia essaie d'être plus impliquée dans son couple avec Eddie, mais c'est difficile à cause des sibunas et des problèmes qu'ils rencontrent. On découvre que Nina est toujours vivante, mais elle est enfermée dans une petite pièce de béton où personne ne peut l'entendre. Le fantôme de Victor Rodenmaar Senior apparaît et elle pense qu'elle est morte. Fabian est tellement bouleversé qu'il décide d'aller en parler à Mr. Sweet, et Amber l'accompagne. Une fois dans le bureau du directeur, Amber et Fabian entendent Nina les appelant et ils réalisent qu'elle est bel et bien vivante. Victor veut virer Vera de la maison, car il veut à tout prix la protéger de Senkhara, mais Vera essaie de le convaincre que tout est correct, mais en vain. Les sibunas retournent dans les tunnels pour continuer la partie, mais, sous la pression, Fabian fait un mauvais mouvement et les choses ne semblent pas s'améliorer.
Absent : Bobby Lockwood

#### Épisodes 81-82. La maison de la stratégie/La maison de la mémoire
Titre original : House of Strategy/House of Memory
Alfie tombe dans le plancher, mais il réussit à se rattraper juste à temps et, avec l'aide Patricia, il réussit à s'en sortir. Fabian se rend compte qu'il ne peut pas élaborer une stratégie au jeu de Senet seul et il veut que Joy l'aide, mais les Sibunas ne sont pas d'accord, surtout Amber. Grâce à Eddie et Jerome, l'article de Mara a pu être envoyé pour le concours du meilleur blogueur de l'année et ils révèlent la véritable raison de ce malentendu. Amber et Fabian se rendent dans le bureau de Mr. Sweet pour donner de la nourriture à Nina. Celle-ci revoit Victor Rodenmaar Senior et elle découvre que chaque Élu est lié à une autre personne destinée à le protéger. Elle apprend aussi que Sarah également l'Élue et que son protecteur était Rufus Zeno. Trudy prend rendez-vous avec un docteur afin de recouvrer la mémoire, mais Vera annule son rendez-vous et demande à quelqu'un de prétendre d'être le docteur. Mara discute avec Mick par vidéo chat, mais elle ne parle que de Jerome, ce qui ennuie Mick. Fabian aperçoit Victor jouer au Senet dans son bureau et il semble être un bon joueur. Alfie et Amber décide d'espionner le docteur de Trudy et ils découvrent qu'il n'est pas vrai et qu'il a placé des faux souvenirs dans la tête de Trudy et Vera veut faire la même chose avec les Sibunas. Pendant que Joy est à la bibliothèque en train de pratiquer le jeu de Senet, Jasper reçoit la visite du docteur de Vera et ce dernier enlève son masque.
Absent : Bobby Lockwood (épisode 81)

#### Épisodes 83-84. La maison des fourbes/La maison des ennuis
Titre original : House of Pretenders/House of Trouble
Joy reconnaît Rufus qui s'est fait passer pour le docteur de Trudy. Joy court avertir les autres et leur dit aussi que Vera travaille pour Rufus. Les Sibunas connaissent le plan de Vera et Fabian propose qu'ils prétendent être sous le contrôle de Vera et Victor afin de voir à quel point Victor en connaît à propos du Senet. Le plan échoue, car Alfie tombe dans le piège du jeu et rejoint Nina. Victor se fâche contre Vera et lui en veut pour avoir suggéré d'utiliser les élèves comme pions de jeu. Jerome sait qu'il est dans le trouble lorsqu'il rencontre Rufus dans la cuisine de la maison. Eddie arrive et Jerome espère qu'il pourra le sauver, mais Rufus se fait passer pour l'oncle de Jerome et, malheureusement, Eddie le croit. Jerome se fait enlever par Rufus. Amber dit à Alfie qu'ils devraient se remettre ensemble, mais Alfie n'est pas certain, ce qui contrarie Amber. Poppy annonce à Mara que son père est éligible pour une demande de libération conditionnelle, et Jerome est introuvable. Victor R. Senior avertit Nina et lui dit de se méfier de Senkhara. Cette dernière est en quête pour l'Osirian, le protecteur de Nina et Senkhara rend visite à Fabian et Eddie durant la nuit.
Absent : Nathalia Ramos (épisode 83), Bobby Lockwood (épisode 84)

#### Épisodes 85-86. La maison des pièges/La maison des enjeux
Titre original : House of Traps/House of Stakes
Eddie et Fabian ont fait le même rêve étrange dans lequel Senkhara apparaissait. Mara gagne le concours du meilleur blogueur de l'année, mais elle est trop inquiète par la disparition de Jerome pour célébrer sa victoire. Patricia réalise qu'Alfie lui manque et Eddie commence à devenir jaloux, car lui et Patricia ne passe pas beaucoup de temps ensemble, Patricia étant très occupée avec les Sibunas. Victor Rodenmaar Senior décide de partir pour de bon et il confie à Nina sa bague et il lui dit de la donner à Victor Rodenmaar Junior et de s'excuser auprès de lui de sa part. Mara et Poppy questionnent Eddie au sujet de l'oncle de Jerome, mais Eddie ne se souvient plus de son nom. Victor espionne les Sibunas pendant qu'ils continuent de jouer au Senet. Joy et Fabian ne s'entendent pas sur le mouvement que doit faire Amber et, malheureusement, ils perdent, à la fois, Amber et Patricia. Mais grâce aux recherches de Joy, ils réussissent à terminer la partie et ils ont accès au masque. Cependant, deux clés se présentent devant eux, leur imposant un dilemme: libérer le masque ou libérer ceux qui sont tombés dans le piège du jeu. Ils choisissent la deuxième option. Eddie se rappelle finalement du nom de l'oncle de Jerome: René. Patricia est choquée lorsqu'elle entend le nom, car elle sait que l'homme était en fait Rufus et elle sait alors que Jerome a été enlevé. Victor se demande si les élèves avaient raison au sujet de Vera et il commence à la soupçonner; il va fouiller dans sa chambre et fait une terrible découverte. Senkhara visite Nina et menace d'éliminer ses amis un par un ainsi que sa grand-mère.
Absent : Bobby Lockwood, Eugene Simon (épisode 86)

#### Épisodes 87-88. La maison des missions/La maison des prisonniers
Titre original : House of Missions/House of Captives
Patricia apprend aux Sibunas que Jerome a été enlevé par Rufus. Victor confronte Vera et lui demande de partir de la maison. Eddie aide Mara à réaliser combien Jerome compte pour elle. Mick visite Mara afin de mettre les choses au clair, ce qui la rend très anxieuse à cause de sa relation compliquée avec Jerome. Eddie devient de plus en plus suspicieux, car Patricia et les Sibunas se sauvent toujours et parlent toujours en secret. Jerome réussit à ouvrir le coffre fort de Rufus et retrouve la pierre précieuse de son père. Patricia, Alfie et Fabian vont secourir Jerome et Eddie les suit pensant que Patricia voit quelqu'un d'autre en cachette. Pendant ce temps, Amber, Nina et Joy vont dans la bibliothèque afin de trouver la clé de rechange pour ouvrir l'emplacement du masque. En se fiant sur ce que Trudy se rappelait de son rêve, elles trouvent la clé. Jerome essaie de s'enfuir, mais ne réussit pas et est emmené ailleurs. Alfie, Patricia et Fabian pensent que seulement Rufus est parti. Lorsqu'ils rentrent dans la grange pour libérer Jerome, ils trouvent Eddie. Poppy se rend audience de libération conditionnelle avec Mara et Mick. Amber, Nina et Joy libèrent le Masque d'Anubis et Senkhara demande à Nina de mettre le masque. Fabian arrive en courant avertissant Nina que si elle le met, elle rejoindra la vie après la mort afin d'y régner aux côtés de Senkhara et cette dernière annulera tous les sorts qu'elle a jetés sur les Sibunas et sur la grand-mère de Nina.

#### Épisodes 89-90. La maison des élus/La maison de la liberté
Titre original : House of The Chosen/House of Freedom
Nina met le masque, mais rien ne se passe; il se trouve que le masque est un faux. Une dernière énigme doit être résolue afin de trouver le véritable masque. Rufus est dans la bibliothèque avec Jerome et Vera. Celle-ci lui montre le passage secret pour aller dans les tunnels. Victor découvre que le masque dans les tunnels n'a pas son troisième œil. Alfie apprend que Rufus est sur le point de s'emparer du masque et décide d'aller l'en empêcher et Amber l'accompagne. Victor descend dans les tunnels, mais ne surprend qu'Amber ; Alfie est caché. Le troisième œil du masque est la pierre précieuse que Rufus croit qu'il a dans son coffre fort. Alfie se sauve avec le masque. Jerome a donné la pierre à Eddie avant de partir avec Rufus. Une voix appelle l'Osirian et ordonne de trouver Nina. Fabian, Joy et Nina trouve le véritable masque dans la bibliothèque et Amber et Jerome leur apprennent qu'il leur faut le troisième œil. Eddie arrive avec Patricia et Nina comprend qu'il est l'Osirian. Fabian essaie d'empêcher Nina de mettre le masque, mais en vain. Lorsqu'elle le met, il pleure des larmes d'or. Nina est alors possédée par Senkhara et lance une puissance boule de lumière à Fabian, mais Joy le sauve et elle en est victime. Eddie entend une coix qui lui dit quoi faire. Rufus s'empare du masque et Nina veut l'empêcher de le mettre, mais Victor lui ordonne de le laisser le prendre. Lorsque Rufus le met, lui et Senkhara sont envoyés dans un trou au sol, possiblement en enfer. Une fois, le calme revenu, l'attention est portée sur Joy qui est tranquillement en train de s'éteindre à cause de la boule de lumière. Nina ramasse le masque qui vient de pleurer une dernière larme d'or, l'ingrédient nécessaire à l'Élixir. Victor l'utilise afin de réanimer Joy. Tout le monde est soulagé que tout se termine bien et Nina donne la bague à Victor, Alfie reprend la pierre précieuse. Une fête est donnée à la maison d'Anubis. Mara est déçue de Jerome, car il ne s'est pas présenté à l'audience de son père. Lorsqu'Alfie vient redonner la pierre à Jerome, il lui dit que son père sera tellement fier de lui et Mara le pardonne. Le père de Jerome et Poppy arrivent et tous sont heureux. Jerome demande ensuite à Mara de sortir avec lui et ils s'embrassent. Mick les voit, ce qui ne lui plaît pas beaucoup. Nina et Fabian dansent ensemble et ils s'embrassent et puis, tous les résidents de la maison les rejoignent et tout le monde est heureux. Victor est seul dans son bureau et découvre une larme d'or dans la bague de son père.
Dernière apparition de Nathalia Ramos dans le rôle de Nina Martin, Roger Barclay dans le rôle de Rufus Zeno, Gwyneth Powell dans le rôle de Grand-mère Martin, Sophiya Haque dans le rôle de Senkhara, Frances Encell dans le rôle de Poppy Clarke, Poppy Miller dans le rôle de Vera Devenish, Sartaj Garwel dans le rôle de Jasper Choudhary et Sarah Paul dans le rôle de Zoe Valentine.

## Troisième saison (2013)
La troisième saison a été diffusée aux États-Unis du 9 janvier au 7 février 2013 sur Nickelodeon et du 18 février au 11 avril 2013 sur TeenNick.
1. La maison des arrivées (house of arrivals)
2. La Maison des Cadeaux (House of Presents)
3. La maison de la Vérité (House of Truth)
4. La Maison des hiéroglyphes (House of Hieroglyphs)
5. La maison des Révélations (House of Revelations)
6. La Maison des Questions (House of Questions)
7. La maison de Pi (House of Pi)
8. La maison de La défiance (House of Mistrust)
9. La maison de Trickery (House of Trickery)
10. La maison de l'unité (House of Unity)
11. La maison de Entrapment (House of Entrapment)
12. La Maison des Sœurs (House of Sisters)
13. La Maison des Tombeaux (House of Tombs)
14. La maison de la contrebande (House of Smuggling)
15. La maison de l'anticipation (House of Anticipation)
16. La maison de Close Calls (House of Close Calls)
17. La maison de VIP (House of Hustle)
18. La maison de programme d'installation (House of Set-up)
19. La Maison des Signals (House of Signals)
20. La maison des captures (House of Captures)
21. La maison de l'éveil (House of Awakening)
22. La Maison des Sarcophages (House of Sarcophagi)
23. La maison de la possession (House of Possession)
24. La maison de la cupidité (House of Greed)
25. La Maison des tromperies (House of Deceptions)
26. La maison de l'arc-en-ciel (House of Rainbows)
27. La Maison des ennemis (House of Enemies)
28. La maison des Surprises (House of Surprise)
29. La maison des gagnante (House of Winning)
30. La maison des clairs de lune (House of Moonlighting)
31. La maison des traîtrise (House of Treachery)
32. La Maison des imposteurs (House of Imposters)
33. La maison des ruses (House of Cunning)
34. La maison des suspicions (House of Suspicion)
35. La maison des captures (House of Capture)
36. La maison des déchirements (House of Heartbreaks)
37. La maison des Hog (House of Hog)
38. La maison de la défaite (House of Defeat)
39. La maison des Ammut (House of Ammut)
40. La Maison des Héros (House of Heroes)

## House of Anubis "Touchstone of Ra" (2013)
Ceci est un épisode spécial qui dure 70 minutes. Il a été diffusé le 14 juin 2013 au Royaume-Uni et le 17 juin aux États-Unis.
Dans le film, les habitants de la Maison d'Anubis approchent de la fin de leur dernière année mais leur ambiance festive est coupé après qu'un groupe de nouveaux étudiants emménage de façon inattendue dans la maison d'Anubis. Ils sont invités au musée égyptien ou ils découvrent une pierre mystérieuse ou d’après la légende celui qui construira la pyramide de Ra sera récompensés d'or, mais s'il le fait mal, tout le monde en payera le prix.
Les Sibunas sont donc confrontés à leur plus grand défi car ils doivent déchiffrer les secrets de la pierre de l'ancien dieu égyptien Ra. Mais le pouvoir de la pierre commence à provoquer le chaos, c'est donc au chef Eddie Miller (Burkely Duffield) et les Sibunas de résoudre le mystère avant qu'il ne soit trop tard. Plus le mystère se dévoile, plus les Sibunas apprennent que tous ne sont pas ce qu'elles paraissent, et il n'y a qu'un seul d'entre eux qui peuvent les sauver des pouvoirs de la pierre.